# テメキュラ (カリフォルニア州)
テメキュラ（英: Temecula）は、アメリカ合衆国カリフォルニア州のリバーサイド郡にある都市。人口は11万0003人（2020年）。1989年12月11日に市制が布かれた若い自治体である。
テメキュラの北西にはマリエータ市、南はペチャンガ・インディアン居留地に接しており、その他の市境はリバーサイド郡の未編入領域である。市内を南北に州間高速道路15号線（テメキュラバレー・フリーウェイ）と同215号線が走り、東西と北東方向にカリフォルニア州道79号線（北東方向はウィンチェスター道路、南東方向はテメキュラ・パークウェイ）が走っている。

## 歴史

### 1800年以前
テメキュラとなった地域には、テメキュラ族インディアンが数百年にわたって住んでいた。ルイセーニョ族インディアンのペチャンガ・バンドは彼らの先祖がテメキュラの地域に1万年以上にわたって住んでいたと信じている。ペチャンガの神話では地球上での生命はテメキュラ・バレーで始まったとされている。彼らはここを「イクスヴァ・テメーク ("Exva Temeeku") 」すなわち空の父と地の母が結合した場所 ("Tuukumit'pi Tamaayowit") と呼んでいる。テメキュラ族インディアン ("Temeekuyam") は「テメークンガ ("Temeekunga")」すなわち「太陽の場所」に住んだ。
テメキュラという名前の解釈として別に広まっているのは、「霧を通して輝く太陽」、あるいは「霧を太陽が突き破る場所」というものである。テメキュラ市のウェブサイトに拠れば、「テメキュラは当初のインディアンの名前を保持していることではカリフォルニア州で唯一の都市」とされている。
最初に文書に残されたスペイン人の訪問は1797年10月に、フランシスコ会パードレ、フアン・ノベルト・デ・サンティアゴ牧師とペドロ・リサルデ船長が来た時だった。サンティアゴ神父が日記を付けており、「テメキュラ...インディアンの集落」を見たことを記していた。この旅にはエルシノーレ湖地域やテメキュラ・バレーも含まれていた。

### 1800年-1900年
1798年、スペインの宣教師団が現在のオーシャンサイドにサンルイス・レイ・デ・フランシア伝道所を設立し、その地域に住んでいたインディアンを「サンルイセーニョ」略して「ルイセーニョ」と呼んだ。1820年代に分所としてサンアントニオ・デ・パラ伝道所が近くに建設された。
1844年にメキシコによる土地特許によってテメキュラの地域はフェリックス・バルデスに特許されたランチョ・テメキュラと、その東にビンセンテ・モラガに特許されたランチョ・パウバとなった。テメキュラの集落を含む渓谷の南端で、肥沃で水の便もよかった土地のランチョ・リトル・テメキュラは、1845年には以前の伝道で改宗し土地特許を与えられることになっていたルイセーニョ族の数少ない者の一人、パブロ・アピスに与えられた。4つ目の土地特許ランチョ・サンタローザはテメキュラの西の丘陵部にあり、1846年にフアン・モレノに与えられた。
それに続く時代に起こった米墨戦争ではルイセーニョ族とカフイラ族が土地での戦闘に巻き込まれた。1847年1月、パウマ虐殺と呼ばれる事件が起こり、ルイセーニョ族が彼らの馬数頭を盗んでいたメキシコ兵11人を捕まえた。カリフォルニーオがロサンゼルスの将軍に率いられ軍事的報復行動を起こした。メキシコ兵とカフイラ族インディアンの連合軍が33人ないし100人（多くの推計では33人ないし40人）のルイセーニョ族を殺した。この事件はテメキュラ虐殺と呼ばれるようになった。
米墨戦争が終わるとアメリカ人開拓者がこの地域にも入って来るようになり、インディアンとの摩擦が増加した。1852年にテメキュラのマギーの店で和平条約が調印されたが、アメリカ合衆国議会によって批准されることはなかった。さらにルイセーニョ族は、メキシコの法律で認められ耕し定着してきた伝道所の土地に留まることができると考えられていたので、近年に出された土地特許に異議申し立てを行った。彼らはランチョ・リトル・テメキュラに対するパブロ・アピスの領有主張に異議申し立てを行い、土地委員会に持ち込んだ。1853年11月15日、委員会はルイセーニョ族の主張を斥けた。1856年に彼らが控訴すると、裁判所はパブロ・アピスの相続人に有利な裁定を下した（パブロ・アピスは1853年後半か1854年初期に死んでいた）。テメキュラ集落のルイセーニョ族は1872年までテメキュラ・クリークの南岸に留まっていたが、その後アピスの特許土地はルイス・ウルフが取得した。ルイセーニョ族は1875年に強制退去させられた。
1857年にワーナー牧場からコルトンに向う経路で駅馬車の運行が始まり、これがテメキュラ・バレーを通った。それから1年のうちに、バターフィールド・オーバーランド・メイル社がミズーリ州セントルイスからサンフランシスコまでの郵便馬車運行を始め、テメキュラのマギーの店で停車した。1859年4月22日、南カリフォルニアで最初の内陸部郵便局がテメキュラのマギーの店に設立された。これはサンフランシスコにできた郵便局に続いて、州内では2番目のものだった。テメキュラ郵便局はそれに続く時代に移転された。その現在の場所は7番目と8番目の場所になっている。南北戦争によってバターフィールド・オーバーランドの駅馬車が止められ、地域の輸送の問題が起こった。
1862年、テメキュラの商人で郵便局長だったルイス・ウルフが、混血で半分の血はインディアンだったラモナ・プレイスと結婚した。作家のヘレン・ハント・ジャクソンは1882年に、また1883年に再度ルイスとラモナのウルフ夫妻と時を過ごした。ウルフの店がジャクソンの1884年に書いた小説『ラモナ』の中で架空の「ハートセルの店」にヒントを与えた。
1882年、アメリカ合衆国はテメキュラ中心街から13キロメートルほどの地に広さ約16km²のペチャンガ・インディアン居留地を設定した。1882年にはまた、アッチソン・トピカ・アンド・サンタフェ鉄道の子会社カリフォルニア・サザン鉄道がナショナルシティからテメキュラまでの部分の建設を完了させた。1883年、この線はサンバーナーディーノ市まで延伸された。1880年代後半、一連の洪水が線路を流し、渓谷を通っていた線路の部分は最終的に放棄された。古いテメキュラ駅は納屋として使われ、その後解体された。
1890年代花崗岩の石切り場が操業を始め、テメキュラの花崗岩はフェンスや繋ぎ柱、縁石、裁判所の階段および建物のブロックに形作られた。20世紀への変わり目には穀物と牛の出荷場としてテメキュラは重要な地位を獲得した。

### 1900年-1989年
1904年、ノバスコシアから両親と共に移住してきたウォルター・L・ベイルがカリフォルニアに入って、様々な共同経営者と共に南カリフォルニアの土地を購入し始めた。ベイルは1905年にテメキュラ・バレーの土地買収を始め、ランチョ・テメキュラとランチョ・パウバの152km²とランチョ・リトル・テメキュラの北半分を購入した。ベイルは1906年にロサンゼルスの市電に轢かれて死に、その息子マーロン・ベイルが資産を継いだ。1914年、マーロン・ベイルと土地の牧場主が金を出して、フロント通りに第一テメキュラ国定銀行が営業を開始した。1915年、テメキュラの町を通る初めて舗装された二車線の郡道が建設された。
1947年にはベイル牧場は広さ350km²以上になっていた。1948年、ベイル家はテメキュラ・クリークの水を溜めるダムを建設し、ベイル湖を造った。1960年代半ばまでテメキュラ・バレーの経済はベイル牧場を中心に廻っていた。牛に関する事業と農業が大半の事業家にとって励みになっていた。1964年、ベイル牧場はカイザー土地開発会社に売却された。その後に買収された土地と併せて面積は390km²となり、この地域はランチョ・カリフォルニアと呼ばれるようになった。1980年代初期にロサンゼルス郡とサンディエゴ市の間の州間高速道路15号線が開通し、小区分にされた土地ブームが始まった。1989年12月、ランチョ・カリフォルニアが自治体化されるとき、市民は公式に「テメキュラ」という市名を選んだ。

#### レーガン演説
1983年3月、ロナルド・レーガン大統領がアメリカオリンピック委員会に対する演説でテメキュラの地域社会とその「やればできる」ボランティア精神を称賛した。
この演説を行ったとき、テメキュラは市になる6年前のことであり、地域の指導者や金、労力および装置を提供したボランティアによって多くのプロジェクトが完成していた。
レーガンは近くの調整池近くに3.1km²の土地も持っており、牧場建設を考えていた。彼は1968年にそこを購入し、11年後に手放した。
この演説から22周年にあたる2005年、ランチョ・カリフォルニア・スポーツ公園はレーガン公園と名付けられた。市はこの第40代大統領に記念碑を作り、公園に彫像をおくことに決めた。この記念碑は若い家族を表し、公園建設に協力したボランティアを表すことになる。これらの彫像は等身大であり、レーガン像は等身大より大きなもので少し離れて置かれる。レーガンはその家族を見て微笑んでいる。彼は片手にカウボーイハットを持ち、もう一方はシャベルに寄り掛かっている。

### 1990年-現在
1990年代はテメキュラ・バレーが急速に成長した。サンディエゴ市やオレンジ郡から購入可能な住宅価格と人気のあるワインカントリーに惹きつけられた多くの家族がこの地域に転入した。1999年、ザ・プロムナード・モールがオープンした。2005年、テメキュラ市はランドホークと呼ばれる隣接する計画地域を併合した。この併合により人口は9万人に達した。急速な人口増加と住宅建設の時期が続いた後、2007年のサブプライム住宅ローン危機が起こり、その結果として起こった全国的な住宅市場の崩壊のために、テメキュラとマリエータの地域でも家屋の担保権執行件数が急上昇した。

## 地理
テメキュラは北緯33度30分12秒 西経117度7分25秒 / 北緯33.50333度 西経117.12361度に位置する。アメリカ合衆国国勢調査局に拠れば、市域全面積は26.3平方マイル (68.1 km2)であり、このうち陸地は26.3平方マイル (68.0 km2)、水域は0.04平方マイル (0.1km2)で水域率は0.11％である。
隣接するマリエータ市と共にインランド・エンパイア地域の南西端になっている。サンディエゴ市とロサンゼルス市からほぼ等距離にある。また近くにアメリカ海兵隊のキャンプ・ペンドルトンがある。

## 気候
テメキュラ市は地中海性気候（ケッペンの気候区分Csa）にある。年間で8月が通常最も暑い月であり、12月が最も寒い月である。降雨は11月から3月に多く、2月が最も多い月である。冬の嵐がほどほどの降雨をもたらすの通常であるが、特にエルニーニョ・南方振動の起こっている年には強い冬の嵐が吹くことがある。最も雨の少ない月は6月である。年間降水量は平均13.25インチ (337 mm) である。5月から7月は朝の海洋境界層が出ることが多い。7月から9月には暑く乾燥した気候となり、時として北アメリカモンスーンが吹いて湿度を上げ、短時間の雷雨をもたらす。この嵐の大半は短時間で終わり、降雨があったとしても少量である。晩秋から冬にかけて、乾燥した北東からの強いサンタアナ風が吹く。降雪は稀であるが、近年は幾らかの降雪があった。2005年2月19日にはテメキュラの地区に藤田スケールF1の竜巻が起こった。
| テメキュラの気候                      | テメキュラの気候 | テメキュラの気候 | テメキュラの気候 | テメキュラの気候 | テメキュラの気候 | テメキュラの気候 | テメキュラの気候 | テメキュラの気候 | テメキュラの気候 | テメキュラの気候 | テメキュラの気候 | テメキュラの気候 | テメキュラの気候 |
| 月                                    | 1月              | 2月              | 3月              | 4月              | 5月              | 6月              | 7月              | 8月              | 9月              | 10月             | 11月             | 12月             | 年               |
| ------------------------------------- | ---------------- | ---------------- | ---------------- | ---------------- | ---------------- | ---------------- | ---------------- | ---------------- | ---------------- | ---------------- | ---------------- | ---------------- | ---------------- |
| 平均最高気温 °C （°F）                | 21 (69)          | 20 (68)          | 22 (72)          | 23 (73)          | 26 (78)          | 28 (83)          | 32 (90)          | 33 (91)          | 32 (90)          | 27 (81)          | 24 (75)          | 21 (69)          | 25.8 (78.5)      |
| 平均最低気温 °C （°F）                | 5 (41)           | 6 (42)           | 7 (45)           | 9 (48)           | 12 (53)          | 14 (57)          | 17 (62)          | 17 (62)          | 15 (59)          | 12 (53)          | 7 (45)           | 4 (40)           | 10.3 (50.5)      |
| 降水量 mm （inch）                    | 70.9 (2.79)      | 92.5 (3.64)      | 26.4 (1.04)      | 24.4 (.96)       | 5.8 (.23)        | 0.5 (.02)        | 2 (.08)          | 1.5 (.06)        | 1.8 (.07)        | 24.4 (.96)       | 31.5 (1.24)      | 54.9 (2.16)      | 336.5 (13.25)    |
| 出典：temeculaweather.com August 2010 |                  |                  |                  |                  |                  |                  |                  |                  |                  |                  |                  |                  |                  |

## 人口動態
以下は2000年の国勢調査による人口統計データである。
| 基礎データ - 人口: 57,716人 - 世帯数: 18,293世帯 - 家族数: 15,164家族 - 人口密度: 848.6人/km2（2,198.3人/mi2） - 住居数: 19,099軒 - 住居密度: 280.8軒/km2（727.4軒/mi2） 人種別人口構成 - 白人: 78.9% - アフリカン・アメリカン: 3.4% - ネイティブ・アメリカン: 0.9% - アジア人: 4.7% - 太平洋諸島系: 0.3% - その他の人種: 7.4% - 混血: 4.4% - ヒスパニック・ラテン系: 19.0% 年齢別人口構成 - 18歳未満: 34.7% - 18-24歳: 7.8% - 25-44歳: 33.3% - 45-64歳: 17.2% - 65歳以上: 7.1% - 年齢の中央値: 31歳 - 性比（女性100人あたり男性の人口） - 総人口: 97.6 - 18歳以上: 94.2 | 世帯と家族（対世帯数） - 18歳未満の子供がいる: 52.4% - 結婚・同居している夫婦: 68.8% - 未婚・離婚・死別女性が世帯主: 10.0% - 非家族世帯: 17.1% - 単身世帯: 12.6% - 65歳以上の老人1人暮らし: 3.5% - 平均構成人数 - 世帯: 3.2人 - 家族: 3.5人 収入と家計（2007年推計） - 収入の中央値 - 世帯: 75,335米ドル（2007年推計） - 家族: 80,836米ドル（2007年推計） - 性別 - 男性: 47,113米ドル - 女性: 31,608 米ドル - 人口1人あたり収入: 24,312米ドル（2003年推計） - 貧困線以下 - 対人口: 6.7% - 対家族数: 5.6% - 18歳未満: 7.1% - 65歳以上: 3.2% |

## 経済

### 主要雇用主
テメキュラの包括的年間財務報告書2008年版によれば、市内の大きな雇用主トップ35は以下の通りである>。
| 順位 | 雇用主                                       | 従業員数 |
| ---- | -------------------------------------------- | -------- |
| 1    | アボット・ラボラトリーズ                     | 3,229    |
| 2    | テメキュラ・バレー統一教育学区               | 2,788    |
| 3    | プロフェッショナル・ホスピタル・サプライ     | 1,200    |
| 4    | インタナショナル・レクティファイア           | 560      |
| 5    | コストコ                                     | 335      |
| 6    | メイシーズ                                   | 327      |
| 7    | ケミコン                                     | 280      |
| 8    | サウスウェスト・トレーダーズ                 | 250      |
| 9    | アルバートソンズ                             | 232      |
| 10   | ノーム・リーブズ・オートグループ             | 205      |
| 11   | プラントCML                                  | 201      |
| 12   | ミルガード・マニュファクチュアリング         | 200      |
| 13   | チャンネル                                   | 200      |
| 14   | テメキュラ市                                 | 197      |
| 15   | FFF エンタプライズ                           | 189      |
| 16   | テメキュラ・クリーク・イン                   | 184      |
| 17   | オプト 22                                    | 180      |
| 18   | ランチョ・フォード・リンカーン・マーキュリー | 180      |
| 19   | ステーター・ブラザーズ                       | 175      |
| 20   | シアーズ                                     | 170      |
| 21   | J.C.ペニー                                   | 165      |
| 22   | ターゲット                                   | 160      |
| 23   | ランチョ・カリフォルニア水道地区             | 143      |
| 24   | トヨタ・オブ・テメキュラ・バレー             | 140      |
| 25   | ロウズ                                       | 135      |
| 26   | ザ・ホーム・デポ                             | 132      |
| 27   | スコツ・ミラクル・グロ                       | 125      |
| 28   | マクミラン・ファーム・マネジメント           | 120      |
| 29   | マービンズ                                   | 107      |
| 30   | クレイム・ジャンパー                         | 106      |
| 31   | K-マート                                     | 94       |
| 32   | T.G.I. フライデイズ                          | 83       |
| 33   | シエラ・パシフィック・ファームズ             | 75       |
| 34   | パット & オスカーズ                          | 70       |
| 35   | マグネコンプ                                 | 14       |

## 教育
テメキュラ・バレー統一教育学区がテメキュラ、マリエータおよびウィンチェスターの学校を管轄している。その境界は北がフレンチ・バレーのバクスター道路、南はリバーサイド郡とサンディエゴ郡の郡境、東はベイル湖、西はテメキュラ市境となっている。この学区は広さ約148平方マイル (383 km²)、児童生徒数は約25,000人となっている。
私立学校はヒルクレスト・アカデミーなど8校ある。このほかサンディエゴ郡を地盤とするチャーター・スクール、ジュリアン・チャーター・スクールがある。

### 公共図書館
- グレイス・メルマン・コミュニティ図書館
- テメキュラ公共図書館

## 政治
カリフォルニア州議会では、上院の第36および下院の第64、第66選挙区に属している。連邦議会下院ではカリフォルニア州第49選挙区に属し、クック投票動向指数では共和党+10となっている。2010年時点ですべて共和党議員が務めている。

### 公衆安全
テメキュラ・バレー地域の保安はリバーサイド郡保安部が、テメキュラ市の北市境直ぐ外、州道79号線の東、フレンチ・バレーの未編入町にある地域駐在所を通じて管理している。この保安部はセドコヒルズの町と新しく編入されたワイルドマー市も管轄しており、駐在所はリバーサイド郡最高裁判所の南西部地区裁判所と南西部拘置所に隣接している。この拘置所は郡内に4か所ある地域刑務所の一つである。
テメキュラ市は消防と救急活動についてはリバーサイド郡消防部と、カリフォルニア州森林防火部との共同協定を通じて契約している。市内には消防署が4つあり、5つ目を建設中である。10個の救急隊と1個のトラック隊が活動している。

### 犯罪
2007年の犯罪統計は以下の通りである。
人口:93,665人
- 暴力犯罪:207件
  - 殺人と非過失致死:5件
  - 強姦:12件
  - 強盗:81件
  - 加重暴行:109件
- 窃盗犯罪:2,654件
  - 夜盗:667件
  - 窃盗:1,688件
  - 自動車窃盗:299件
- 放火:6件

## 観光

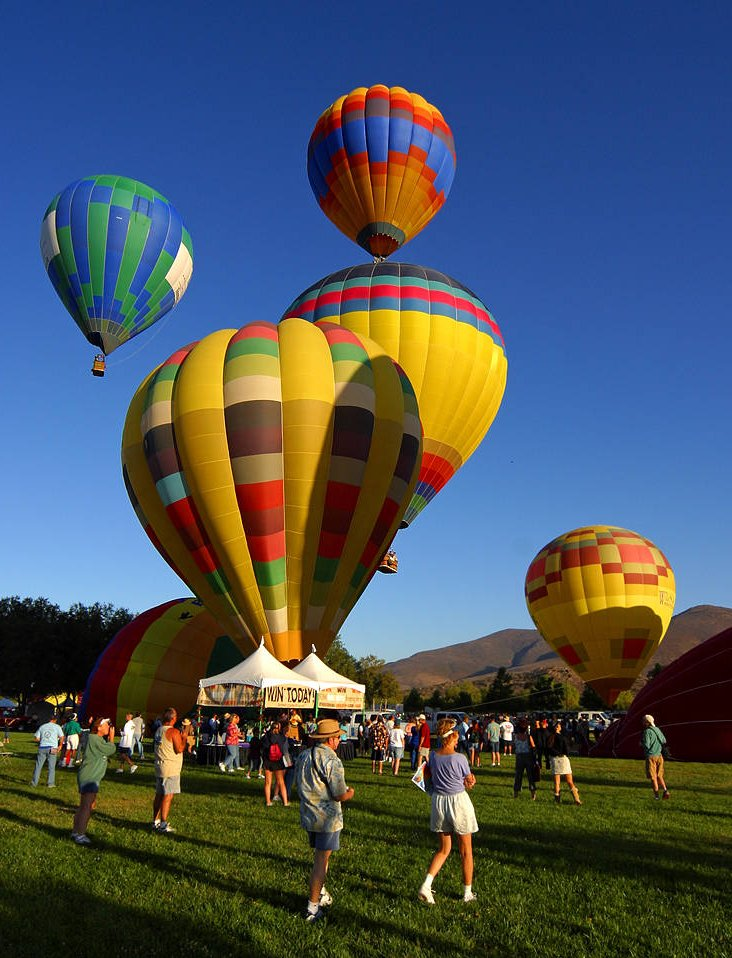
テメキュラ・バレー・バルーンとワインの祭

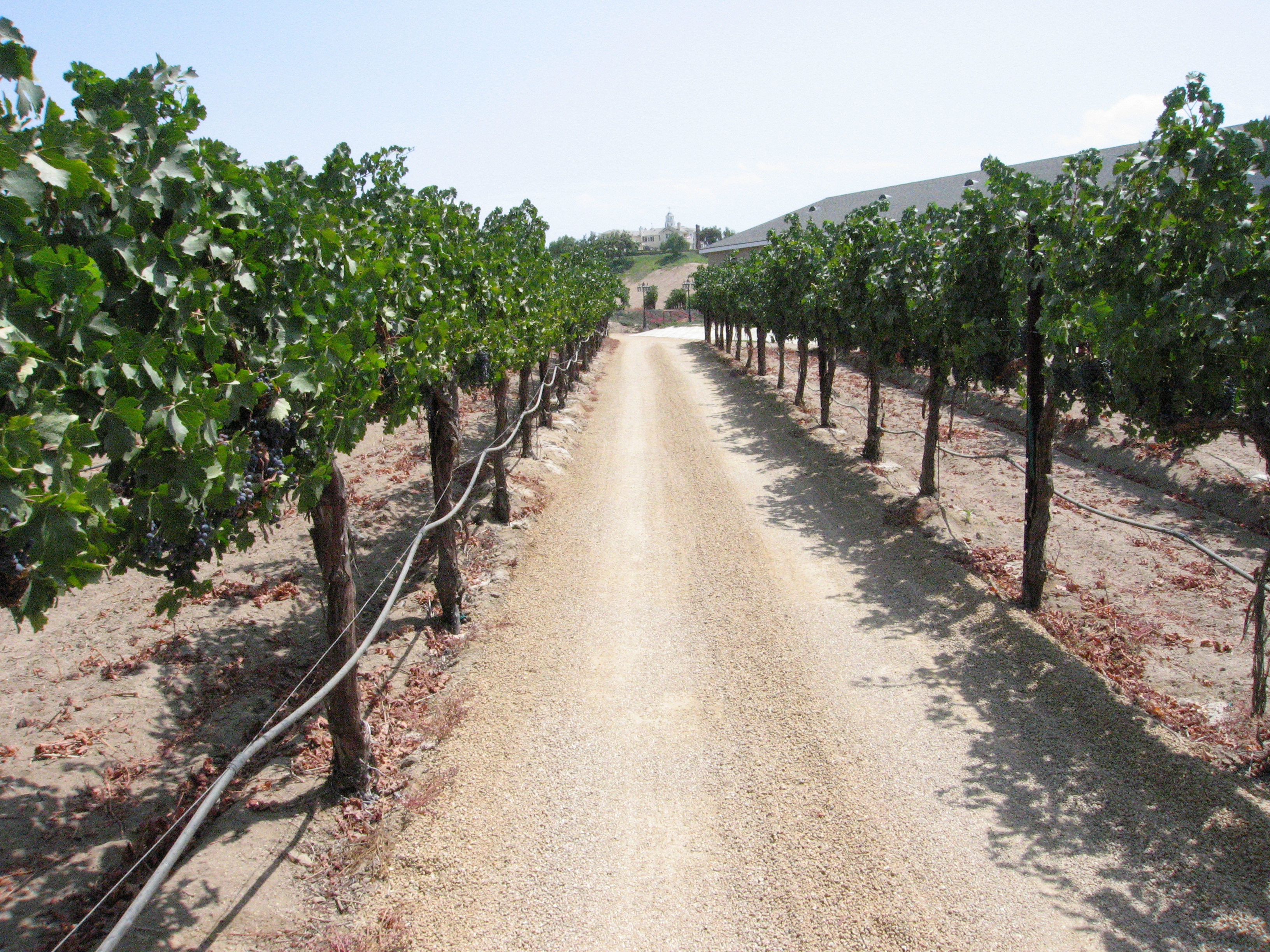
テメキュラ・バレーのブドウ畑

### ワイン・カントリー
ランチョ・カリフォルニア開発会社が結成され、リチャード・ブレイクとレオン・ボレルが5か所に56種のワイン用ブドウを植えてから40年以上が経過し、テメキュラ・バレーは十分に成熟したワイン産地として認められるようになってきた。2ダース以上のワイン醸造所と面積3,500エーカー (14 km²) 以上のブドウ畑がある。このワイン・カントリーは歴史あるテメキュラ・オールドタウンの東にあり、多くの試飲所が備えられている。毎年開催されるテメキュラ・バレー・バルーンとワインの祭はスキナー湖で行われている。

### ゴルフ
市内にはペチャンガズ・ジャーニー、レッドホーク、テメキュラ・クリーク・イン、テメクヒルズ、クロスクリーク、パラメサ、SCGAメンバーズコースなど9か所のゴルフコースがある。

### スポーツ
テメキュラ市はカリフォルニア・インライン・ホッケーリーグの設立を提案した。このリーグはカリフォルニア州に地盤を置く草の根形マイナーリーグだったが、後にネバダ州の2チームが参加した。リーグは1995年の第1シーズンに参加するクラブとしてテメキュラ市を承認した。このクラブはテメキュラ・デザートラッツと名付けられ、サンフランシスコ・シールズなど8チームが参加した。テメキュラはこのクラブのための適当なリンクが無いために活動を中止し、1996年のシーズンはアリゾナ州フェニックスに移籍し、フェニックス・デザートラッツと呼ばれるようになった。
フリースタイルモトクロスのグループであるメタル・マリシャがテメキュラを本拠地にしている。

### オールドタウン
オールドタウンは1890年代の歴史的建築物、アンティーク店、ホテル、高級食品専門店、ブティーク、ギフトと趣味の店、および古物商が集まっている所である。ここでは自動車ショー、西部の日々と夏の娯楽などの行事が開催される。
オールドタウンにはテメキュラ博物館があり、土地のインディアンや自然史と市の発展に関する展示がある。

### ペチャンガ・リゾート・アンド・カジノ

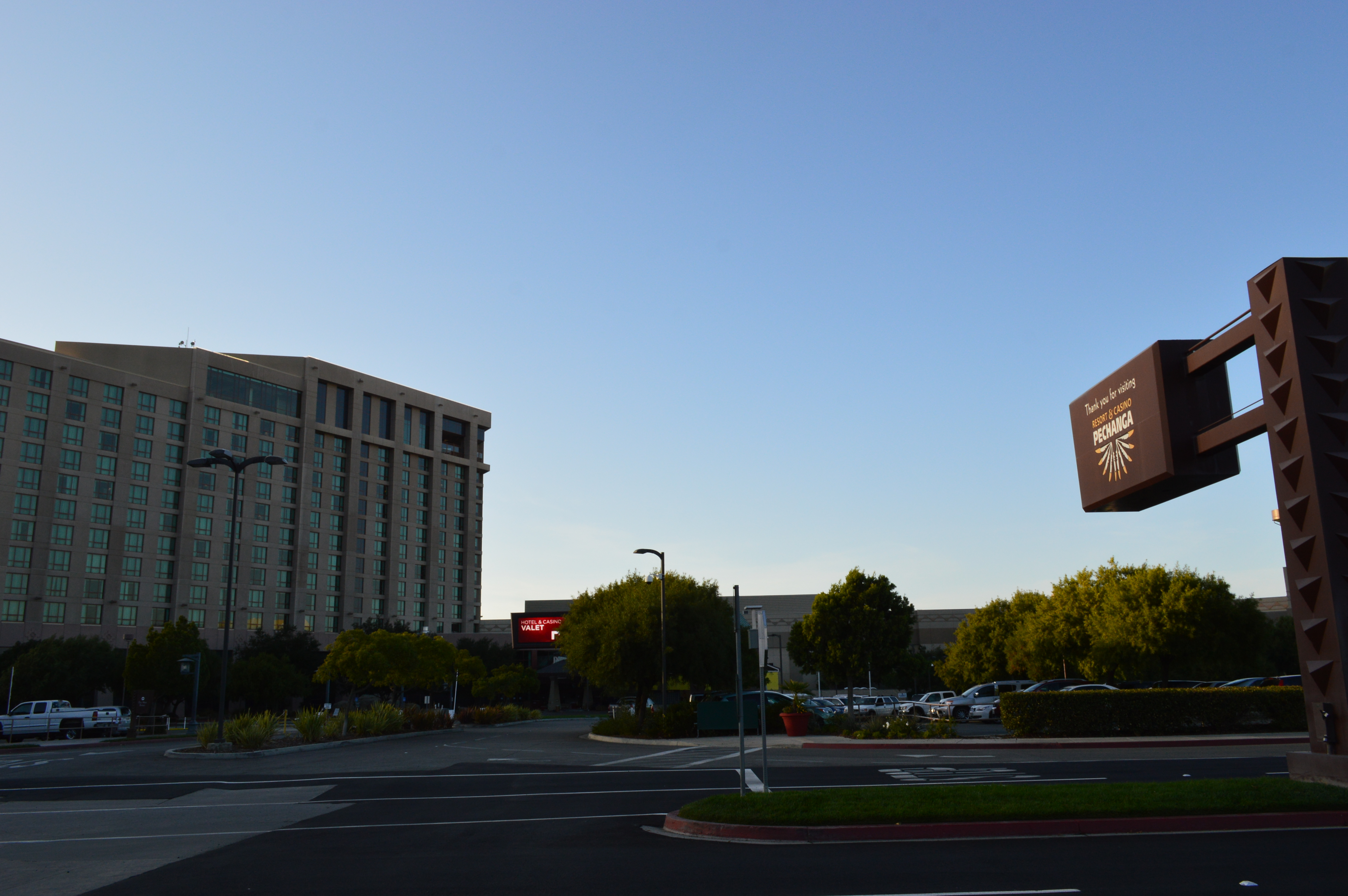
ペチャンガ・リゾート・アンド・カジノ

2001年、ルイセーニョ族インディアンのペチャンガ・バンドが2億6,200万ドルをかけてペチャンガ・リゾート・アンド・カジノを建設した。ルイセーニョ族文化を微妙に強調する建築デザインと共に、床面積85,000平方フィート (7,900 m²) のカジノ、1,200席のビンゴホール、床面積515,000平方フィート (47,800 m²)、13階建て、522室のホテル、および床面積38,800平方フィート (3,600 m²) の会議場、1,200席のショールーム、200席のキャバレー、および7件のレストランがある。この新しいカジノには2,000台のスロットマシン、60台のカードテーブルおよび15台のポーカーテーブルがある。
2004年に新しいゲーム地域が完成した。広さは40万平方フィート (40,000 m²) あり、新しいナイトクラブのシルクとラウンドバーが入っている。シルクは1,600人収容でクラブの中に5つのバーがある。ラウンドバーはカリフォルニア州で最大のガラス構造物になっている。新しいカジノには新しいスポーツバーとレストランのケルシーズ、およびフェスティバル・オブ・フーズに5つの新しい食事場所がある。
ペチャンガ・リゾート・アンド・カジノは約7,500人を雇用し、テメキュラ・バレー最大の雇用主である

### 祭
- テメキュラ・ブルーグラス・フェスティバル
- テメキュラ・バレー・バルーンとワインの祭
- テメキュラ・バレー国際映画・音楽祭
- テメキュラ・バレー国際ジャズ祭
- 子供のまつり
- テメキュラ・ストリート・ペインティング・フェスティバル
- テメキュラ・フォトコンテスト
- オランダ系アメリカ人歴史遺産の日
- テイスト・オブ・ザ・ワールド
- テメキュラ・ロッドラン - オールドタウン・テメキュラ

## 姉妹都市と姉妹校
テメキュラは、オランダのライツヘンダム＝フォアブルグと日本の鳥取県西伯郡大山町と国際関係を維持している。
マルガリータ中学校は、大山町立中山中学校とは姉妹校である。マルガリータ中学校では1年置きの春休みに大山町に生徒を送り、大山町では毎年夏に生徒をテメキュラに送っている。この姉妹都市は13周年を祝った。テメキュラ・バレー、グレートオークおよびチャパラルの3高校はオランダと交換留学を行っている。オランダの生徒が10月にテメキュラを訪れ、テメキュラの生徒は春休みにオランダに行っている。
テメキュラは大山町との姉妹都市10周年を祝って、テメキュラのアヒル池に日本庭園を造った。
テメキュラのアヒル池には、「雨に唄えば」と題する彫刻がある。これは、2001年9月11日のアメリカ同時多発テロ事件の後で、アメリカ人の精神を立ち直らせることを祈ってライツヘンダム＝フォアブルグから贈られたものである。この作品は、強い向かい風に逆らって勇敢に自転車を漕ぐ母親と子供達を表している。残酷さと、テロによって砕かれてしまうことを拒む者達の力と勇気に対する永続する賛辞として表現されている。

## 計画中のプロジェクト
- 2006年、水上公園のスプラッシュ・キャニオン水城公園-テメキュラ[17]が市内の州間高速道路15号線とウィンチェスター道路近くに建設される話が出た[18]。
- 2006年、市はカリフォルニア州道79号線南のカントリー・グレンウェイ、デ・ポルトラ道路近くに6階建ての病院を建設する計画を承認した[19]。環境影響評価が行われ[20]、2013年10月14日に「テメキュラ・バレー病院 (Temecula Valley Hospital)」として開院した[21][22]。
- グラナイト・コンストラクションはサンディエゴ郡境界の北に石切り場の建設を提案した。現在環境影響評価を行っている[23]。
- オールドタウンに建設中の新しい市役所にはコミュニティルームと屋外パティオが付けられる予定である.[24]。

## 著名な出身者と住人
- フィンチ - ポスト・ハードコアのバンド
- E・S・ガードナー - 著作家、1931年から死去する1970年までテメキュラの牧場で100篇以上の弁護士ペリーメイスンシリーズを書いた
- ダン・ヘンダーソン - 総合格闘家
- リード・ジョンソン - MLBメジャーリーグベースボール選手、ロサンゼルス・ドジャース
- ミシェル・ロドリゲス - 女優
- オリヴィア・ロドリゴ - 女優、歌手
- ロル・トルハースト - バンド「ザ・キュアー」設立者
- タイリース・ギブソン - 歌手、俳優
- ブライアン・ウルフ - 元プロ野球選手（投手）